# Charles de Pitteurs-Hiegaerts
Charles Lambert Balthazar de Pitteurs-Hiegaerts, ook De Pitteurs-Hiegaerts-d'Ordange (Sint-Truiden, 17 september 1797 - Brussel, 9 juli 1863), was een Belgisch senator en burgemeester.

## Biografie

### Familie
Charles de Pitteurs-Hiegaerts was een telg uit de familie de Pitteurs. Hij was een zoon van Jean-Théodore de Pitteurs (1755-1807), burgemeester van Sint-Truiden en lid van de departementsraad van Nedermaas, en Christine Colen de Kiseckom (1772-1798). Het was zijn vader die aan zijn naam Hiegaerts toevoegde, ingevolge het testament van zijn oom Jean-Antoine Hiegaerts. Hij was een broer van baron Antoine de Pitteurs-Hiegaerts, gemeenteraadslid van Sint-Truiden, lid van de Provinciale Staten van Limburg, provincieraadslid van Limburg en senator, en een oom van baron Edmond de Pitteurs-Hiegaerts, diplomaat, en baron Henri de Pitteurs-Hiegaerts, gemeenteraadslid van Sint-Truiden, provincieraadslid van Limburg, volksvertegenwoordiger en gouverneur van Limburg. Die laatste trouwde met zijn dochter Sophie.
Hij trouwde in 1828 met Sophie van Houtem (1799-1829). Ze kregen een zoon.
- Charles de Pitteurs-Hiegaerts (1829-1924), burgemeester van Zepperen, trouwde met Stéphanie Loyaerts (1830-1866), dochter van Martin Loyaerts, burgemeester van Tienen. Ze kregen een dochter, met afstammelingen tot heden.

Hij hertrouwde in 1838 met haar zus Marie-Henriette van Houtem (1802-1841). Ze kregen drie zoons en een dochter.
- Sophie de Pitteurs-Hiegaerts (1832-1859), trouwe in 1855 in Ordingen met haar neef Henri de Pitteurs-Hiegaerts (1834-1917), gemeenteraadslid van Sint-Truiden, provincieraadslid van Limburg, volksvertegenwoordiger en gouverneur van Limburg. Ze kregen een zoon die jong overleed.
- Léon de Pitteurs-Hiegaerts (1833-1902), burgemeester van Ordingen, trouwe in 1878 in Gomzé-Andoumont met Isabelle de Cartier d'Yves (1853-1932), dochter van baron Julien de Cartier d'Yves, burgemeester van Yves-Gomezée, en kleindochter van baron Louis de Cartier d'Yves. Ze kregen een zoon en twee dochters, met afstammelingen tot heden.
- Ernest de Pitteurs-Hiegaerts (1835-1903), burgemeester van Brustem en kunsteverzamelaar, trouwde in 1870 in Sint-Truiden met zijn nicht barones Laure de Pitteurs-Hiegaerts (1838-1906). Het huwelijk bleef kinderloos.
- Armand de Pitteurs-Hiegaerts (1837-1924), burgemeester van Rijkel en senator, trouwde in 1867 in Chançay met Marie-Louise Valleteau de Chabrefy (1844-1922). Ze kregen een zoon en twee dochters, met afstammelingen tot heden.

In tegenstelling tot zijn broer Antoine liet hij zich niet in de adel opnemen. Het waren zijn drie zoons die in 1876 adelserkenning verkregen, met een baronstitel.

### Loopbaan
De Pitteurs-Hiegaerts studeerde aan de École de droit in Brussel. Actief in de landbouw, werd hij inspecteur-generaal van de paardenstoeterijen in de provincie Limburg (1851-1863).
Hij werd burgemeester van Ordingen in 1824 en bleef dit tot in 1860. Hij werd ook provincieraadslid van Limburg (1836-1839 en 1848-1856).
In 1856 werd hij verkozen tot katholiek volksvertegenwoordiger voor het arrondissement Hasselt en vervulde het mandaat tot in 1863.